# Rommy Arndt

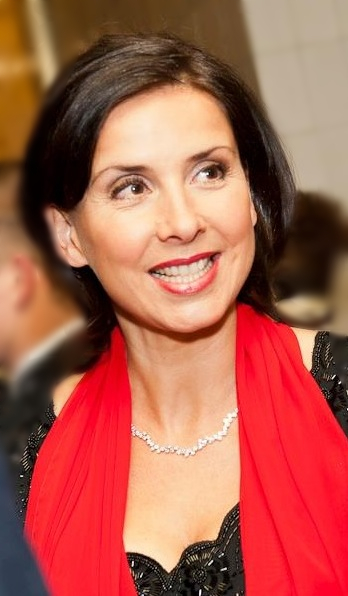
Rommy Arndt 2013

Rommy Arndt (*  1967 in Kändler, Limbach-Oberfrohna) ist eine deutsche Moderatorin, Journalistin und Nachrichtensprecherin.

## Leben
Nach dem Abitur in Limbach-Oberfrohna (Sachsen) absolvierte Arndt ein Pädagogikstudium für deutsche und englische Sprache und Literatur an der Universität Leipzig, das sie mit einem Diplom abschloss. Während der Wende arbeitete sie ein Jahr lang als Lehrerin an einer Schule in Rackwitz bei Leipzig. Genau in dieser Zeit gründeten Videokünstler aus dem alten Bundesgebiet und Mitglieder der Bürgerbewegung in Leipzig den Piratenfernsehsender Kanal X, bei dem Arndt im Frühjahr 1990 erstmals vor einer Fernsehkamera stand. Zusammen mit Thomas Seyde moderierte sie insgesamt 16 Sendungen zu Kunst, Kultur, Politik und den Veränderungen in der Stadt. Daneben schrieb sie Artikel für das Leipziger Stadtmagazin LEO und drehte einen 45-minütigen Dokumentarfilm über den US-amerikanischen Bluesmusiker Champion Jack Dupree.
1992 folgte eine Journalismus-Ausbildung am Institut zur Förderung publizistischen Nachwuchses in München. Danach arbeitete Arndt als Redakteurin, Sprecherin und Moderatorin bei Radio Leipzig 91.3, 1995 erfolgte der Wechsel zum Mitteldeutschen Rundfunk (MDR). Zwischen 1995 und 1997 moderierte sie beim Nachrichtenradio MDR Info und von 1997 bis 1999 bei MDR Life. Von 2000 bis 2004 sprach sie Nachrichten bei MDR Jump und in den Jahren 2003 und 2004 moderierte sie daneben noch „Sachsen-Anhalt heute“ für das MDR-Fernsehen. Ende 2004 wechselte sie zum Nachrichtensender n-tv nach Köln, wo sie bis 2019 die Nachrichten und ab 2012 auch die Telebörse moderierte. Ab August 2015 moderierte sie zudem gelegentlich beim Nachrichtenradio MDR Aktuell.
Daneben arbeitet Arndt als Event-Moderatorin und -Sprecherin, regelmäßig auf Veranstaltungen im Bereich Luft- und Raumfahrt, beispielsweise Parlamentarische Abende, den ILA Space Day in Berlin oder die Saxonia International Balloon Fiesta in Leipzig. Auch beim bis 2018 jährlich stattfindenden Bayreuther Ökonomiekongress führte sie durchs Programm. 2018 moderierte sie in Potsdam eine Veranstaltung zu „45 Jahre deutsch-russische Erdgaspartnerschaft“ – mit Vertretern der russischen Regierung, von Gazprom, den Ministerpräsidenten Michael Kretschmer und Dietmar Woidke sowie dem Vorstandschef des Leipziger Gashandelskonzerns VNG, Ulf Heitmüller. Von 2017 bis 2022 war sie laut der sächsischen Staatsregierung vier Mal für das von der SPD geführte Wirtschaftsministerium als Moderatorin tätig.
Zusätzlich ist sie Patin des DRK Sachsen und moderierte Veranstaltungen für das Deutsche Rote Kreuz. Diese Funktion ruht seit 2012. Als Sprecherin wirkt sie darüber hinaus in Fernsehdokumentationen, Bühnenproduktionen, Museumsführungen, Hörspielen und Werbespots mit.
Im Januar 2023 sorgte ihr erster Kommentar im Nachrichtenradio des MDR für Kontroversen, in dem sie Bundeskanzler Olaf Scholz vorwarf, mit der Entscheidung zur Lieferung von Kampfpanzern an die Ukraine „das Land in einen Krieg hinein[zu]treiben“; das mache sie „wütend und fassungslos“. Zur weiteren Aussage, die FDP-Politikerin Marie-Agnes Strack-Zimmermann pflege „in ihrer Freizeit viel Kontakt zur Rüstungsindustrie“, hielt der MDR laut FAZ in einer „Erklärung“ fest, der Kommentar habe hier „die ‚journalistischen Qualitätskriterien‘ des Senders ‚nicht ausreichend berücksichtigt‘ “.
Seit August 2024 moderiert sie fallweise Kontrafunk aktuell, ein Informationsformat des privaten Rundfunksenders Kontrafunk.
Rommy Arndt lebt in Leipzig und in Köln.